# Jean Tranié
 (août 2021).
Si vous disposez d'ouvrages ou d'articles de référence ou si vous connaissez des sites web de qualité traitant du thème abordé ici, merci de compléter l'article en donnant les références utiles à sa vérifiabilité et en les liant à la section « Notes et références ».
Jean Tranié, né le 14 septembre 1927 à Saint-Nazaire (Loire-Inférieure) et mort le 8 octobre 2001 à Paris, est un militaire, homme d'affaires et historien français spécialiste notamment de l'histoire napoléonienne.

## Biographie

### Études
Après des études aux lycées de Nantes et de Montauban, il effectue sa « corniche » au lycée privé Sainte-Geneviève à Versailles, puis intègre l'École spéciale militaire de Saint-Cyr (promotion général Frère). Il est diplômé du centre de perfectionnement dans l'administration des affaires et parle couramment l'allemand, l'anglais, l'indonésien et le laotien.

### Carrière militaire
Officier de 1950 à 1960, il combat sur plusieurs théâtres d'opérations extérieures (Indochine, Maroc, Algérie). Après avoir été auditeur de l'Institut des Hautes Études de Défense Nationale (1969-1970), il termine sa carrière comme lieutenant-colonel de réserve.

### Carrière civile
Il entre au Crédit Lyonnais en 1960 et y reste jusqu'en 1993. Il devient tour à tour inspecteur (1965), sous-directeur d'agence (1967), directeur de groupe d'agence (1969), à la direction des agences de Paris (1972), fondé de pouvoir (1974), fondé de pouvoir général de la direction de l'international (1980), représentant en Indonésie (1987), directeur général adjoint honoraire (1993) et enfin conseiller du commerce extérieur (1990).
Parallèlement, il devient un historien de la Révolution française et du Premier Empire. Disciple du commandant Henry Lachouque, il participe à de nombreuses émissions TV et radio. Conférencier et écrivain, il devient directeur historique de La revue Napoléon en 2000.

## Publications
- Napoléon et la campagne d'Espagne (1978)
- Napoléon et l'Autriche, la Campagne de 1809 (1979)
- Napoléon et la Russie, les années victorieuses (1980)
- La Campagne de Russie (1981), prix Marie-Eugène Simon-Henri-Martin de l’Académie française en 1982
- Les Polonais de Napoléon (1982)
- Les Guerres de l'Ouest (1983), (avec Juan-Carlos Carmigniani), Lavauzelle,  (ISBN 978-2-7025-0040-8)
- Napoléon et l'Allemagne - la Prusse 1806 (1984), Lavauzelle,  (ISBN 978-2-7025-0085-9)
- La Révolution Française (1987), (avec Juan-Carlos Carmigniani), Lavauzelle,  (ISBN 978-2-7025-0181-8)
- La Patrie en danger (1987), Lavauzelle,  (ISBN 978-2-7025-0183-2)
- 1813 - la Campagne d'Allemagne (1987), (avec Juan-Carlos Carmigniani), Pygmalion,  (ISBN 978-2-85704-237-2)
- La Campagne d'Égypte (1988), (avec Juan-Carlos Carmigniani), Pygmalion,  (ISBN 978-2-85704-278-5)
- 1814 - la Campagne de France (1989), (avec Juan-Carlos Carmigniani), Pygmalion,  (ISBN 978-2-85704-301-0)
- Napoléon Bonaparte (en coll., 1990)
- Première Campagne d'Italie (1990), (avec Juan-Carlos Carmigniani), Pygmalion,  (ISBN 978-2-85704-328-7)
- Deuxième Campagne d'Italie (1991)
- Napoléon et l'Angleterre 1793-1815 (1994), (avec Juan-Carlos Carmigniani), Pygmalion,  (ISBN 978-2-85704-432-1)
- 1812 - la Campagne de Russie (avec Juan-Carlos Carmigniani) (réédition, 1997), Pygmalion,  (ISBN 978-2-85704-521-2)
- La Campagne d'Espagne 1807-1814 (avec Juan-Carlos Carmigniani) (réédition, 1998), Pygmalion,  (ISBN 978-2-85704-556-4)
- L’Épopée napoléonienne, les grandes batailles (1999), Tallandier,  (ISBN 978-2-235-02229-3)
- Les Guerres de la Révolution (2000)
- Napoléon et son entourage (2001), Pygmalion,  (ISBN 978-2-85704-726-1).

## Récompenses et distinctions

### Prix littéraires
- Prix de l'Académie française (1986)
- Grand prix d'histoire du Souvenir napoléonien ; avec Juan-Carlos Carmigniani pour leur œuvre commune (1988)

### Décorations
Officier de la Légion d'honneur